# 第六防空導彈中隊
第六防空導彈中隊是美國空軍用作防空用途的一個中隊。它被分配到位於弗朗西斯·S.加佈雷斯基空軍國民警衛隊基地 東部防空部門的防司令部,並在1964年12月15日退疫。第六防空導彈中隊設在弗朗西斯·S.加佈雷斯基空軍國民警衛隊基地，但營地設在薩福克郡空軍導彈基地。
第六防空導彈中隊於1985年與兩個較早期的的中隊合併。兩個中隊中包括第六反潛中隊(前身是第五偵察中隊和第三百九十三轟炸中隊)。這個中隊曾參加美國和歐洲基地的反潛作戰，於1943年解散。
第六防空導彈中隊的另一個前身是第六戰鬥空運中隊，該中隊曾參加第二次世界大戰西南太平洋戰區,並獲得了菲律賓解放獎章。在第二次世界大戰對日戰爭勝利紀念日後，它成為日本佔領的一部分，直至1946年正式停用。於1948年因長時間處於非活動狀態而解散。
這三個中隊合併後改名為第六戰術導彈中隊，直至現在，這個聯合中隊一直處於非活躍狀態。

## 歷史

### 第二次世界大戰反潛行動
第六防空導彈中隊最初使用作第三偵察中隊，該中擁有B-25米切爾型轟炸機 ，是美國第一航空隊的一部分。美國參加第二次世界大戰後，第六防空導彈中隊奉命搜尋德國的U型潜艇,並在東南海外友好護衛隊進行空中巡邏。然後第六防空導彈中隊基地搬到美國紐約的米切爾空軍基地,並進行紐約的海上巡邏。1942年4月，第六防空導彈中隊被重新設計為第三百九十三轟炸中隊 。
在1942年晚期，第六防空導彈中隊被設計成為第六反潛中隊，並把該中隊調到陸軍空軍反潛司令部(AAFAC)第二十五反潛隊。加入陸軍空軍反潛司令部(AAFAC)後，第六防空導彈中隊轉移到麻省韋斯托弗空軍儲備基地向波士頓接近,然後前往紐芬蘭甘德機場,在北大西洋的護航的路線上進行反潛巡邏。1943年8月，第六防空導彈中隊被調到英格蘭西南部的第四百七十九反潛大隊，並在法國西海岸的比斯開灣從南布雷斯特到西班牙邊境對德國的U艇進行了致命的追擊。被佔領的法國海岸的布雷斯特、洛里昂、聖納澤爾、拉羅謝爾和波爾多是納粹德國海軍的主要U艇基地。
第六防空導彈的地面梯隊於9月奉命在陸軍空軍反潛司令部(AAFAC)停用前遷往猶他州鹽湖城國際機場，該基地於1943年10月30日停用，而空中梯隊於1943年11月底在英國解散，中隊飛機被調往美國海軍。留在英國的中隊人員被調到美國第八航空隊作替代人員。

### 第二次世界大戰太平洋戰區與日本佔領
第六防空導彈中隊的第二次誕生是在1944年，當時它被啟動為第六戰鬥空運中隊在紐約漢考克野戰空軍國民警衛隊基地作為第二戰鬥空運組的一部分。在紐約接受訓練並短暫遷往印第安那州韋恩堡空軍國民警衛隊基地進行改善后，後來中隊搬到了太平洋。它從比亞克島飛往澳大利亞、新幾內亞、阿德默勒尔蒂群岛和菲律賓的美國基地。該中隊還向美國和菲律賓運送了物資。第六防空導彈中隊負責運送人員和物資，並在返回航班上疏散傷患，並將傷患轉移到沖繩 。然後，該中隊向日本運送人員和設備，並將解放的戰俘運送到菲律賓。它搬到日本，在那裡它作為佔領軍的一部分，直到它在1946年不再活躍，並於1948年解散。

### 冷戰防空
1959年2月1日， 第六防空導彈中隊第三次晉升為第六防空導彈中隊。
1955年，薩福克郡空軍基地導彈合併計劃於1960年2月準備就緒。它於1959年12月1日第二個作戰的導彈被啟動（到1月1日已準備好四枚導彈)。它是紐約防空部門的一部分。其中包括一個發射區，兩次飛行中都有56個二型發射器的隱藏所，這意味著在「開戰」之前，兩座壓縮機可以同時將兩枚導彈進入「後備」階段。
從1960年至1964年，該中隊一直保持警惕，並配備了IM-99（後來的CIM-10飛彈)以應對防空導彈。該中隊存在於賢者系統(SAGE）方向中心，該中心可以使用模擬計算機處理地面雷達、糾察艦和機載飛機的資訊，以加速在方向中心顯示跟蹤數據，以便迅速指揮導彈基地與敵機交戰。
BOMARC導彈基地位於薩福克郡AFB西南3英里（4.8公里）處，位於北40°50′00″N 072°40′51″W / 40.83333°N 72.68083°W。雖然與基地在地理上相隔，但合併是薩福克郡空軍基地的一個離基地設施，中隊指揮、行政和後勤人員都在基地。第六防空導彈中隊於1964年12月15日停用。
1985年，該中隊與第6反潛中隊和第6戰鬥空運中隊「紙上談兵」，但從未積極進行過這一指定。

## 時間線

### 第六反潛中隊
1940年11月20日成立第三偵察中隊（中隊）。1941年1月15日啟動。1942 年 4 月 22 日，重新設計第三百九十三轟炸中隊(中)，並於1942 年 4 月 22 日重設第六反潛中隊(重型)。

### 第六戰鬥空運中隊
| 日期          | 事件                                                          |
| ------------- | ------------------------------------------------------------- |
| 1944年4月25日 | 成立第6戰鬥空運中隊                                           |
| 1944年5月1日  | 停用                                                          |
| 1948年10月8日 | 解散                                                          |
| 1985年9月19日 | 第6戰鬥空運中隊和第6防空導彈中隊合併為第6戰術導彈中隊進行重組 |

### 第六防空導彈中隊
| 日期          | 事件                                                          |
| ------------- | ------------------------------------------------------------- |
| 1959年1月12日 | 成立第6防空導彈中隊                                           |
| 1959年2月1日  | 啟動                                                          |
| 1964年2月15日 | 停用                                                          |
| 1985年9月19日 | 第6戰鬥空運中隊和第6防空導彈中隊合併為第6戰術導彈中隊進行重組 |

### 任務
- 第二次轟炸聯隊（1941年1月15日，隸屬第十三轟炸大隊）
- 第三轟炸機司令部（1941年6月5日，仍隸屬於第13轟炸大隊）
- 第十三轟炸大隊(1942年2月25日)
- 第25反潛隊(1942年11月30日)
- 陸軍空軍反潛司令部(1943年6月8日)
- 第479反潛小組(1943年8月14日至11月11日)[12]
- 第一戰鬥空運小組(1944年5月1日至1946年1月15日)[1]
- 紐約防空部門(1959年2月1日至1964年12月15日) [5]

### 地點
- 1941年1月15日,維珍尼亞蘭利空軍基地（英语：Langley Air Force Base） [2]
- 1941年6月7日,佛羅里達州奧蘭多國際機場 [2]
- 1942年1月22日,紐約米切爾空軍基地[2]
- 1942年8月3日–1943年4月1日,麻省韋斯托弗空軍儲備基地[2]
- 1943年4月12日,紐芬蘭島甘德國際機場[2]
- 1943年8月21日（9月以後才有空中梯隊),英國鄧克斯維爾機場（英语：Dunkeswell Aerodrome） [2]

1943年9月-10月30日（地面梯隊),猶他州鹽湖城國際機場 
- 1943年11月（空中梯隊）波丁頓英國皇家空軍（英语：RAF Podington） [2]
- 1944年5月1日,美國紐約雪城空軍基地[1]
- 1944年10月8日至1944年10月27日,韋恩堡空軍國民警衛隊基地[1]
- 1944年11月（由薩馬島操作），1945年3月8日至1945年3月25日,巴布亞紐幾內亞比亞克島 [1]
- 1945年3月26日,菲利賓雷伊泰省杜拉格（英语：Dulag, Leyte） [1]
- 1945年8月16日,日本沖繩縣博洛機場（英语：Bolo Airfield） [1]
- 1945年9月到1946年1月15日,日本橫田飛行場[1]
- 1959年2月1日至1964年12月15日,薩福克郡空軍基地[5]

### 奬項和戰役
| 獎項橫幅 | 奬項           | 日期                       | 注               |
| -------- | -------------- | -------------------------- | ---------------- |
|          | 菲律賓解放獎章 | 1945年3月8日至1945年7月4日 | 第六戰鬥空運中隊 |

| 戰役橫幅 | 戰役         | 日期                          | 注                                                     |
| -------- | ------------ | ----------------------------- | ------------------------------------------------------ |
|          | 反潛作戰     | 1941年12月7日至1943年8月21日  | 第三偵察中隊（後來第三百九十三轟炸中隊和第六反潛中隊） |
|          | 歐洲空中進攻 | 1943年8月21日到1943年11月11日 | 第六反潛中隊                                           |
|          | 日本空中進攻 | 1944年11月到1945年9月2日      | 第六戰鬥空運中隊                                       |
|          | 新幾內亞     | 1944年11月到1944年12月31日    | 第六戰鬥空運中隊                                       |
|          | 西太平洋     | 1944年11月到1945年9月2日      | 第六戰鬥空運中隊                                       |
|          | 雷伊泰島     | 1944年11月到1945年9月2日      | 第六戰鬥空運中隊                                       |
|          | 呂宋         | 1944年12月15日到1945年7月4日  | 第六戰鬥空運中隊                                       |
|          | 菲律賓南部   | 1945年2月27日到1945年7月4日   | 第六戰鬥空運中隊                                       |
|          | 職業軍勳章   | 1945年9月2日到1946年1月15日   | 第六戰鬥空運中隊                                       |

### 戰機和導彈
- B-18轟炸機(1941到1943年)
- B-25米切爾型轟炸機(1941到1943年)
- 哈德遜式轟炸機(1942年)
- B-24轟炸機(1943年)
- C-47運輸機(1944到1945年)
- C-46運輸機(1944到1945年)
- 波音IM-99(1959到1964年,CIM-10飛彈的前身)